# کمیلا اندرسن
کمیلا اندرسن (دانمارکی: Camilla Andersen؛ زادهٔ ۵ ژوئیهٔ ۱۹۷۳) بازیکن هندبال اهل دانمارک بود.
از افتخارات وی میتوان به کسب دو مدال طلا به‌همراه تیم ملی هندبال زنان دانمارک در بازی‌های المپیک تابستانی ۱۹۹۶ و بازی‌های المپیک تابستانی ۲۰۰۰ اشاره کرد.